# Nøgne
Nøgne er en dokumentarfilm fra 1993 instrueret af Molly Malene Stensgaard efter eget manuskript.

## Handling
En film om menneskekroppens udvikling, set med et nysgerrigt kik på detaljen.